# Bagaroua
Bagaroua è un comune rurale del Niger facente parte del dipartimento di Illéla nella regione di Tahoua.